# 筑紫農業協同組合

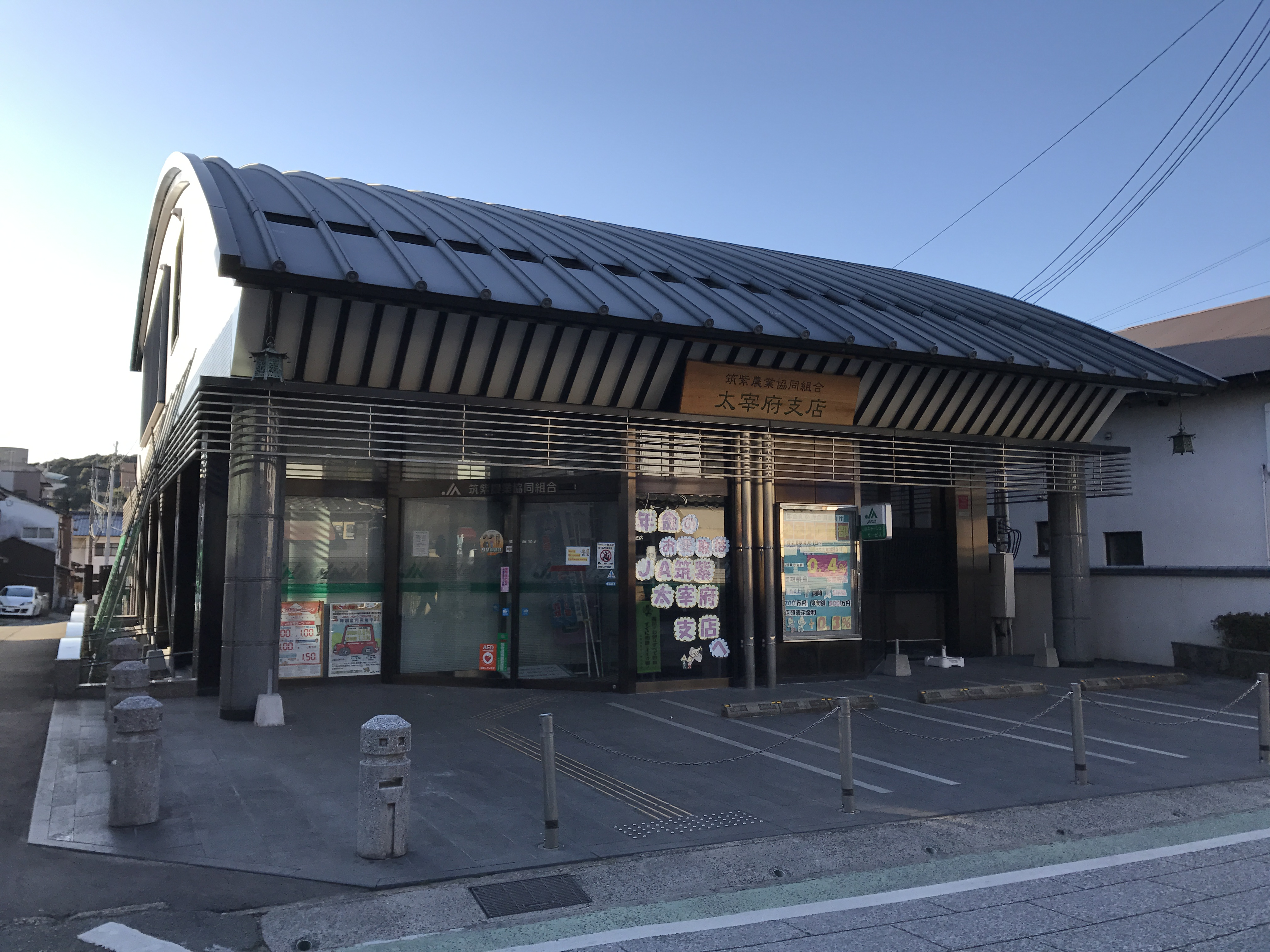
太宰府支店（2017年（平成29年）2月）

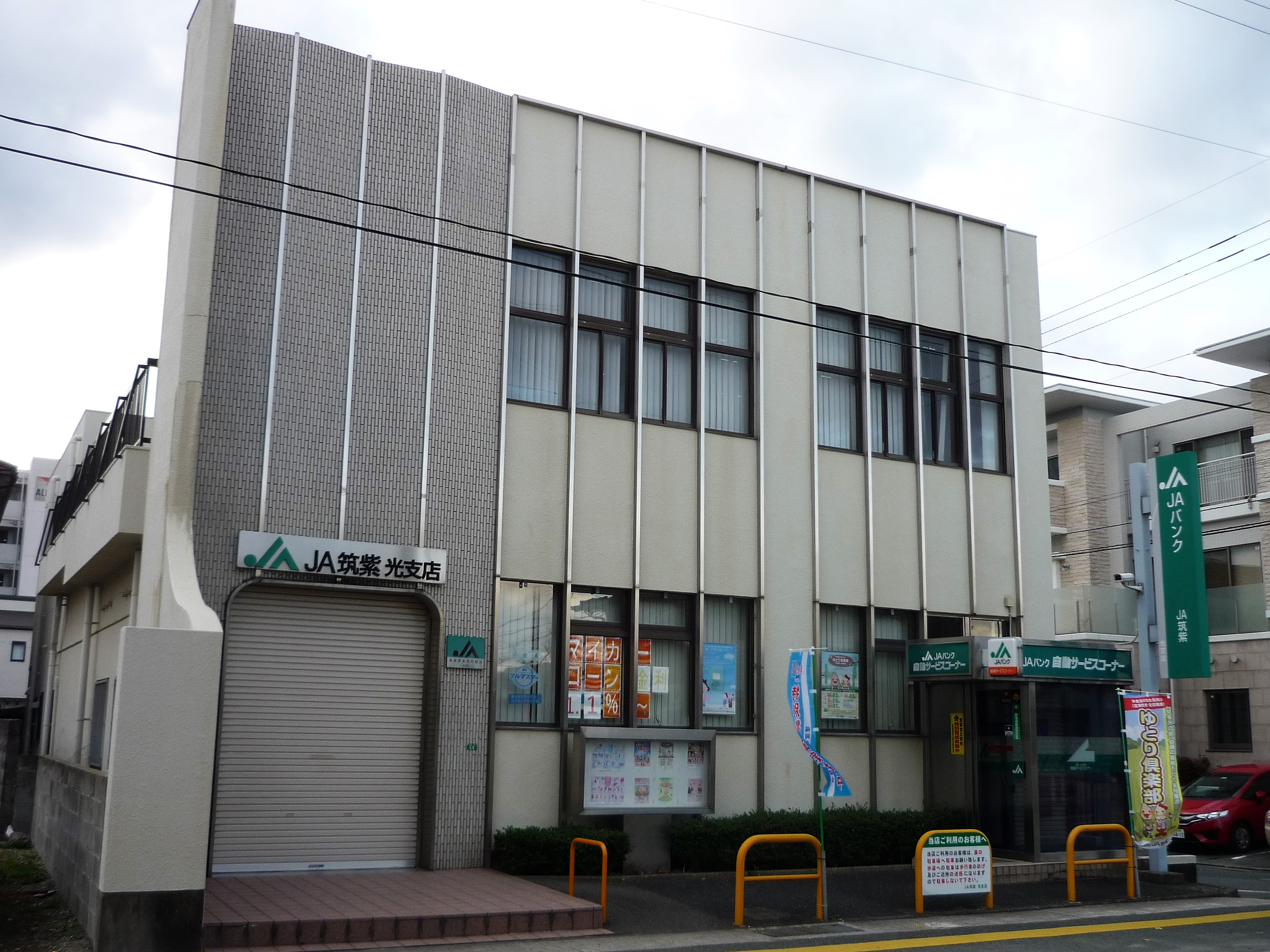
光支店（2018年（平成30年）12月）

筑紫農業協同組合（ちくしのうぎょうきょうどうくみあい、通称：JA筑紫）は、福岡県筑紫野市に本店を置く農業協同組合。

## 区域
- 大野城市
- 太宰府市
- 筑紫野市
- 春日市
- 那珂川市

## 沿革
- 1962年（昭和37年）3月 - 水城・太宰府町の各農協が合併し、太宰府町農協が発足[1]。
- 1963年（昭和38年）
  - 3月 - 御笠・山家・筑紫・山口・二日市の各農協が合併し、筑紫野町農協が発足[1]。
  - 5月 - 安徳・岩戸・南畑の各農協が合併し、那珂川町農協が発足[1]。
- 1973年（昭和48年）7月 - 筑紫野市（筑紫野町農協が改称）・大野城市・春日市・太宰府町・那珂川町の各農協が合併し、筑紫農協が発足[1]。
- 1982年（昭和57年）4月 - 筑紫野市にカントリーエレベーターが完成[2]。
- 1988年（昭和63年）3月 - 那珂川町にライスセンターが完成[2]。
- 2002年（平成14年）11月 - 那珂川町に農産物直売所の1号店「ゆめ畑」が開業[2]。
- 2009年（平成21年）
  - 4月 - 石油事業（給油所等）を（株）福岡ライフエナジー（全農福岡県本部の傘下子会社）へ譲渡。
  - 10月 - 子会社の農業生産法人「（株）JAアグリサポート筑紫」が事業開始[2]。
- 2013年（平成25年）5月 - マスコットキャラクター「ちくしんぼー」と「ゆめっぴー」を制定[2]。

## 店舗・施設
- 支店 25
- 出張所 4
- 農機センター 2
- グリーン店 2
- 物流センター 2
- 農産物直売所 4
- カントリーエレベーター 1
- ライスセンター 1

## 子会社
- 株式会社JAアグリサポート筑紫